# Wormaldia lusitanica
Wormaldia lusitanica là một loài Trichoptera trong họ Philopotamidae. Chúng phân bố ở miền Cổ bắc.